# معماری در امارات متحده عربی

برج خلیفه، بلندترین ساختمان جهان

معماری امارات متحده عربی در دهه‌های اخیر دستخوش تحولات چشمگیری شده‌است، این کشور از فعالیت به عنوان مجموعه ای از دهکده‌های ماهیگیری به یک مرکز تجاری جهانی معروف به نوآوری و پویایی تبدیل گشته‌است. بین سال‌های ۱۹۶۰ و ۱۹۷۰، معماری در امارات متحده عربی کاملاً سنتی باقی مانده بود، کوچه‌های باریک و خانه‌های بادگیری هنوز هم مورد استفاده قرار می‌گیرند، که بازتاب دهنده میراث قوی بادیه نشینی آنها می‌باشد. معماری آنها تحت تأثیر عناصر فرهنگ اسلامی، عربی و ایرانی است.
در اوایل دهه ۱۹۷۰، راشد بن سعید آل مکتوم، حاکم وقت دبی، معمار انگلیسی جان آر هریس را برای ایجاد معماری مدرن که امروزه شهرهای بزرگ امارات برای آن شناخته شده‌اند، استخدام کرد. معرفی دیوارهای پرده شیشه ای در معرض دید، نمایانگر آغاز حرکتی است که تقریباً در طراحی نمای تجاری هر ساختمان بلندی در خلیج فارس بسیار مورد استفاده قرار می‌گیرد. در مناطق کمتر تجاری، معماری اماراتی همچنان به شدت بازتاب دهنده سبک زندگی سنتی مردم بومی است. برخلاف تصاویر دیده شده از دبی و ابوظبی، مصالح ساختمانی بسیار ساده هستند.

## تأثیرات سنتی
معماری سنتی در امارات متحده عربی به شدت تحت تأثیر چشم‌انداز کویری، فرهنگ، سبک زندگی و مصالح ساختمانی موجود قرار گرفت است. بادیه نشینان، قبیله ای کوچ نشین عربی که به‌طور سنتی در صحرا زندگی می‌کنند، به دلیل استفاده از پناهگاه‌های درخت خرما که در ماه‌های تابستان به نام arish شناخته می‌شد، شهرت زیادی داشتند. شکل‌های خانه‌های آریشی اغلب با تیرهای حرا ساخته می‌شدند که از آفریقای شرقی وارد می‌شدند. در ماه‌های سردتر، از پناهگاه‌های ساخته شده از پوست حیوانات استفاده می‌شود. چادر بدویین سازه ای مفید و سازگار بود که اغلب زنان قبیله از پشم گوسفند، مو شتر یا مو بز می‌ساختند. چنین سازه‌هایی بیت الشعر، به معنی «خانه مو» نامیده می‌شد. مواد دیگری مانند مخلوطی از صدف‌های دریایی و سنگ آهک به عنوان منابع ساختمانی در اواخر قرن ۱۹ و اوایل قرن ۲۰ استفاده می‌شد.

## معماری باستان

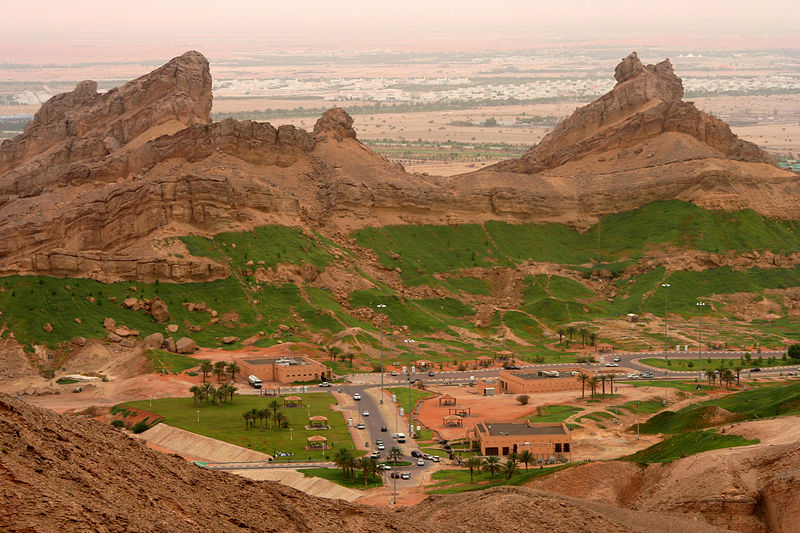
نمایی از گرین مبظره در العین، در پایه جبل حفیت (کوه هافیت)

سطح مقطع یک قنات

سیستم آبیاری معروف به قنات در عصر آهن (۱۳۰۰–۳۰۰ سال قبل از میلاد) که در مناطق خشک کوهستانی ایران پدیدار شد. با بهره‌گیری از منابع آب زیرزمینی، یک منبع آب نسبتاً ثابت را در تمام طول سال فراهم می‌کند و منجر به تغییر در الگوی استقرار می‌شود زیرا گروه‌ها مسیر منبع آب را دنبال می‌کنند. تا اواسط قرن ۲۰ پیش از توجه غربی‌ها به این منطقه، بیشتر ساختمان‌ها به پنج دسته تقسیم می‌شدند: ساختمان‌های مذهبی، مسکونی، بازارها، عمومی و دفاعی. ساختمان‌هایی که تا آن زمان ساخته شده‌اند در سبک‌های سنتی باقی مانده‌اند. برخلاف سایر سبک‌های معماری اسلامی و ایرانی، در معماری سنتی امارات متحده عربی تزئینات کمی وجود دارد. فقط تعداد کمی از مساجد تزئیناتی را ارائه می‌دهند که نشان دهنده کمبود منابع موجود و اعتماد عمومی به ساختارهای ساده اما مؤثر است.

## کلان‌شهرها

### دبی

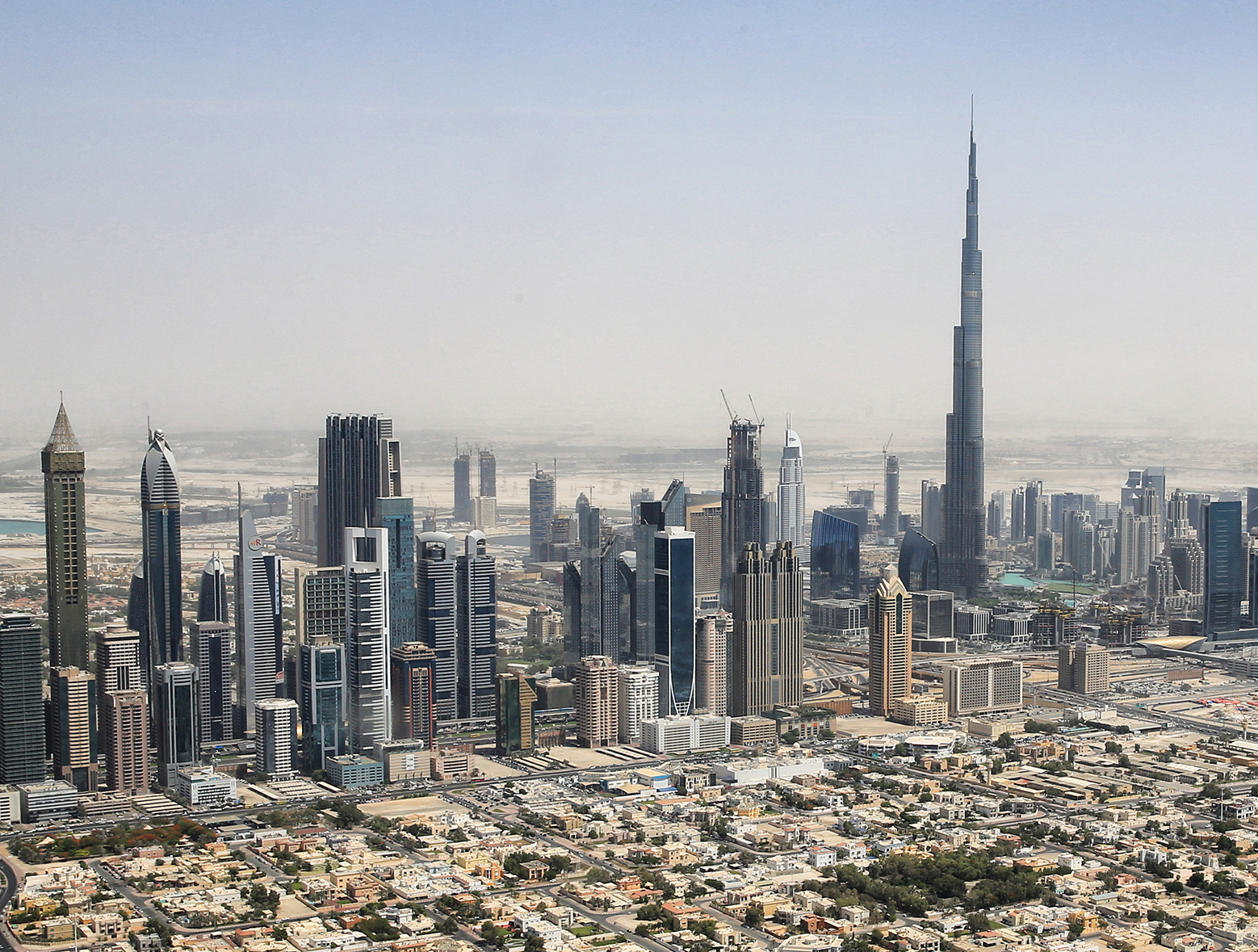
افق دید مرکز شهر دبی با برج خلیفه

ساخت و ساز اولیه پس از گسترش دبی به عنوان یک شهر جهانی توجه کمی به معماری سنتی اسلامی داشت و نگرانی‌های مربوط به محیط زیست مورد توجه قرار نگرفت. در اواخر دهه ۱۹۸۰ و اوایل دهه ۱۹۹۰ برج‌های شیشه ای در شهر دبی برجسته شدند که همگی برای خنک شدن به برق زیادی احتیاج داشتند. اخیراً، سازندگان و معماران هم از میراث عربی و هم از نگرانی‌های زیست‌محیطی آگاه شده‌اند، و این امر منجر به توسعه هماهنگ تر تحت نظارت حاکمان دبی در ۲۰ سال گذشته شده‌است. از مواد مقاوم در برابر حرارت کارآمد، همراه با طرح‌های سنتی عربی، به‌طور فزاینده ای در ساخت و ساز استفاده می‌شود که می‌توان در ساختمان‌هایی از جمله برج خلیفه و برج العرب این آثار را دید که دبی توجه جهانیان را به آنها جلب کرده‌است.

### ابوظبی
در سال ۱۹۶۷، معماری ابوظبی تحت هدایت زاید بن سلطان آل نهیان توسط کاتسوهیکو تاکاهاشی معمار ژاپنی برنامه‌ریزی شد. در مناطق با تراکم بالای جمعیت، در میان آسمان خراش‌های مشهور شهر، مقدار زیادی ساختمان متوسط و بلند وجود دارد. برج‌های اتحاد، مقر بانک ملی ابوظبی، برج مرجع سرمایه‌گذاری ابوظبی، مقر الدار و کاخ امارات به شدت تحت تأثیر میراث عربی آن قرار دارند.
ابوظبی خانه آسمان خراش‌های فوق‌العاده بزرگ است. توسعه ساختمان‌های بلند در طرح ابوظبی ۲۰۳۰ تشویق شده‌است. گسترش منطقه تجاری مرکزی ابوظبی با چندین سازه آسمان خراش در حال ساخت در این شهر همچنان به رشد خود ادامه می‌دهد. برخی از بلندترین ساختمان‌های ابوظبی شامل برج محمد بن راشد با ۳۲۸ متر، The Landmark با ۳۲۴ متر و برج آسمان با ۳۱۰ متر هستند.
برخلاف آسمان خراش‌های بسیار مدرن شهر، مسجد شیخ زاید همچنان به عنوان یکی از با ارزش‌ترین مکان‌های جامعه معاصر امارات برجسته است. طراحی و ساخت آن با هدف «متحد کردن جهان» با به‌کارگیری صنعتگران و مصالح چندین کشور از جمله آلمان، ایتالیا، ترکیه، ایران، مراکش، پاکستان، امارات، یونان، نیوزلند و چین در نوامبر ۱۹۹۶ آغاز شد. این مسجد از موادی مانند سنگ مرمر، سنگ، طلا، سرامیک و کریستال ساخته شده‌است که همگی برای کیفیت‌های ماندگار انتخاب شده‌اند.